# Politehnica
Politehnica – stacja metra w Bukareszcie, na linii M3. Stacja została otwarta w 1983.